# John Ireland (acteur)
John Benjamin Ireland (Vancouver (Canada), 30 januari 1914 - Santa Barbara (Californië), 21 maart 1992) was een Canadees theateracteur, filmacteur en regisseur.

## Biografie
John Ireland groeide op in New York en trad in de late jaren 1930 op in diverse theaterproducties (waaronder meerdere Shakespeare-producties), en op Broadway. Midden jaren 1940 begon hij een filmcarrière in Hollywood. Hij speelde onder andere in My Darling Clementine van John Ford en Spartacus van Stanley Kubrick. Hij werd genomineerd voor de Oscar voor beste mannelijke bijrol in All the King's Men (1949).
Hij speelde nog in veel Hollywoodfilms en ook in tv-series zoals Bonanza.
Occasioneel was hij ook regisseur.
Hij huwde driemaal. In 1992 overleed hij aan leukemie.

## Filmografie
| Year | Titel                                         | Rol                   | Opmerking                                                                   |
| ---- | --------------------------------------------- | --------------------- | --------------------------------------------------------------------------- |
| 1945 | A Walk in the Sun                             | Pfc. Windy Craven     |                                                                             |
| 1946 | Behind Green Lights                           | Det. Engelhofer       |                                                                             |
| 1946 | My Darling Clementine                         | Billy Clanton         |                                                                             |
| 1947 | Railroaded!                                   | Duke Martin           |                                                                             |
| 1947 | The Gangster                                  | Frank Karty           |                                                                             |
| 1948 | I Love Trouble                                | Reno                  |                                                                             |
| 1948 | Open Secret                                   | Paul Lester           |                                                                             |
| 1948 | Raw Deal                                      | Fantail               |                                                                             |
| 1948 | Red River                                     | Cherry Valance        |                                                                             |
| 1949 | All the King's Men                            | Jack Burden           | Oscarnominatie voor John Ireland, de film zelf won de Oscar voor beste film |
| 1949 | I Shot Jesse James                            | Bob Ford              |                                                                             |
| 1949 | Anna Lucasta                                  | Danny Johnson         |                                                                             |
| 1951 | Vengeance Valley                              | Hub Fasken            |                                                                             |
| 1951 | The Basketball Fix                            | Pete Ferreday         |                                                                             |
| 1952 | The Bushwackers                               | Jefferson Waring      |                                                                             |
| 1954 | The Good Die Young                            | Eddie Blaine          |                                                                             |
| 1955 | Fast and the Furious                          | Frank Webster         |                                                                             |
| 1955 | The Glass Cage                                | Pel Pelham            |                                                                             |
| 1955 | Hell's Horizon                                | Capt. John Merrill    |                                                                             |
| 1957 | Gunfight at the O.K. Corral                   | Johnny Ringo          |                                                                             |
| 1958 | Party Girl                                    | Louis Canetto         |                                                                             |
| 1960 | Spartacus                                     | Crixus                |                                                                             |
| 1960 | Faces in the Dark                             | Max Hammond           |                                                                             |
| 1961 | Wild in the Country                           | Phil Macy             |                                                                             |
| 1961 | Return of a Stranger                          | Ray Reed              |                                                                             |
| 1961 | Thriller                                      | Eddie Wilson          | Tv-serie; episode "Papa Benjamin".                                          |
| 1961 | The Asphalt Jungle                            | Richie Ashmond        | Tv-serie; episode "The Last Way Out"                                        |
| 1963 | 55 Days at Peking                             | Sgt. Harry            |                                                                             |
| 1964 | The Fall of the Roman Empire                  | Ballomar              |                                                                             |
| 1965 | I Saw What You Did                            | Steve Marek           |                                                                             |
| 1967 | Fort Utah                                     | Tom Horn              |                                                                             |
| 1968 | Villa Rides                                   | Client in barber shop |                                                                             |
| 1970 | The Adventurers                               | Mr. James Hadley      |                                                                             |
| 1973 | The House of Seven Corpses                    | Eric Hartman          |                                                                             |
| 1975 | Farewell, My Lovely                           | Det. Lt. Nulty        |                                                                             |
| 1976 | Salon Kitty                                   | Cliff                 |                                                                             |
| 1979 | Delta Fox                                     | Lucas Johnson         |                                                                             |
| 1979 | On the Air Live with Captain Midnight         | Agent Pierson         |                                                                             |
| 1979 | Guyana: Cult of the Damned                    | Dave Cole             |                                                                             |
| 1979 | The Shape of Things to Come                   | Senator Smedley       |                                                                             |
| 1981 | The Incubus                                   | Hank Walden           |                                                                             |
| 1981 | Bordello                                      | Judge                 |                                                                             |
| 1985 | Martin's Day                                  | Brewer                |                                                                             |
| 1985 | The Treasure of the Amazon                    | Priest                |                                                                             |
| 1986 | Thunder Run                                   | George Adama          |                                                                             |
| 1987 | Terror Night                                  | Lance Hayward         |                                                                             |
| 1988 | Messenger of Death                            | Zenas Beecham         |                                                                             |
| 1988 | Perry Mason: The Case of the Lady in the Lake | Walter                | Tv-film                                                                     |
| 1990 | The Graveyard Story                           | Dr. McGregor          |                                                                             |
| 1992 | Waxwork II: Lost in Time                      | Koning Arthur         |                                                                             |
| 1992 | Hammer Down                                   | Luitenant Bates       | Laatste filmrol                                                             |

- Biblioteca Nacional de España: XX1080366
- Bibliothèque nationale de France: cb139291558 (data)
- Catàleg d'autoritats de noms i títols de Catalunya: 981058562948906706
- Gemeinsame Normdatei: 1128319780
- International Standard Name Identifier: 0000 0001 2098 2150
- Library of Congress Control Number: n91091293
- Nationale Bibliotheek van Tsjechië: xx0161983
- Nationale Bibliotheek van Israël: 987007425250805171
- Istituto Centrale per il Catalogo Unico: UBOV015247
- SNAC: w6057v5s
- Système universitaire de documentation: 124793762
- Virtual International Authority File: 199138
- WorldCat: E39PBJmHH9GRxxb7gtGpMppF8C